# Dijana Ravnikar
Dijana Ravnikar (* 4. Juni 1978 in Rijeka als Dijana Grudiček) ist eine slowenische Biathletin und Skilangläuferin kroatischer Herkunft.
Ravnikar vom TSK Jub Dob Prii Ljubljani betreibt seit 2000 Biathlonsport. Ebenso lang gehört die Studentin aus Čavle dem slowenischen Nationalkader an. Vor dem Jahr 2000 war sie Skilangläuferin und startete für ihr Geburtsland Kroatien. Bei den Junioren-Weltmeisterschaften 1996 in Asiago wurde sie 58 über 5 Kilometer Klassisch. Über diese Strecke belegte sie ein Jahr später in Canmore den 38. Platz und wurde zudem 46. über 15 Kilometer Freistil. Es folgten weitere Einsätze in FIS-Rennen und im Continental-Cup. Erster großer Höhepunkt wurden die Nordischen Skiweltmeisterschaften 1999 in Ramsau, bei denen die Kroatin 57. über 5 Kilometer Klassisch wurde, in der Verfolgung den 52. Platz erreichte und 49. über 30 Kilometer Klassisch wurde. Zur folgenden Saison wechselte sie vom Langlauf zum Biathlon und ihre Staatsangehörigkeit von der Kroatiens zu der Sloweniens.
Ihr Biathlon-Weltcup-Debüt feierte sie 2000 bei einem Einzel in Hochfilzen (97.). Obwohl sie sich innerhalb der nächsten zwei Jahre nie unter den besten 60 platzieren konnte, wurde sie ins Aufgebot für die Olympischen Winterspiele 2002 in Salt Lake City berufen. Im Einzel wurde sie 57. und kam damit erstmals unter die besten 60, mit der Staffel wurde sie sogar Sechste. Es dauerte noch eine ganze Weile, bis sie bei einer Verfolgung in Pokljuka als 27. erstmals in die Punkteränge lief. Ihre beste Saison sollte 2005/06 werden. Sie erreichte als Elfte in einem Verfolgungsrennen und als Zwölfte in einem Massenstart in Kontiolahti ihre bis 2008 besten Einzelergebnisse und wurde mit der slowenischen Staffel Dritte in einem Weltcuprennen in Oberhof. In der Saison 2007/08 wurden diese Ergebnisse mit einem achten Platz in der Verfolgung in Ruhpolding übertroffen und in Pyeongchang mit Rang sieben im Sprint nochmals unterboten.
An Biathlon-Weltmeisterschaften nimmt Grudicek seit 2001 in Pokljuka regelmäßig teil. In Einzelrennen konnte sie zunächst keine nennenswerten Ergebnisse erzielen, mit der Staffel kam sie jedoch häufig auf gute Platzierungen. Bestes Ergebnis war ein vierter Staffel-Platz bei den Biathlon-Weltmeisterschaften 2003 in Antholz. Nach den Spielen in Salt Lake City nahm Dijana Grudicek 2006 ein weiteres Mal an den Olympischen Spielen von Turin teil. Im Einzel erreichte sie einen guten 20. Platz, mit der Staffel wurde sie Sechste. Bei den Biathlon-Weltmeisterschaften 2008 in Östersund erreichte sie im Sprint den zehnten, in der Verfolgung den elften Platz und lief damit in die Weltspitze. Dijana Grudiček-Ravnika nahm an den Olympischen Winterspielen 2010 teil. Ihr bestes Resultat war der 35. Platz im Einzel. Mit der Staffel belegte sie Rang acht.
Nachdem sie nach den Olympischen Spielen 2010 ihre Karriere zunächst beendet hatte, kehrte sie 2013 in Antholz in das slowenische Weltcupteam zurück und wurde 85. des dortigen Sprints.

## Biathlon-Weltcup-Platzierungen
Die Tabelle zeigt alle Platzierungen (je nach Austragungsjahr einschließlich Olympische Spiele und Weltmeisterschaften).
- 1.–3. Platz: Anzahl der Podiumsplatzierungen
- Top 10: Anzahl der Platzierungen unter den ersten zehn (einschließlich Podium)
- Punkteränge: Anzahl der Platzierungen innerhalb der Punkteränge (einschließlich Podium und Top 10)
- Starts: Anzahl gelaufener Rennen in der jeweiligen Disziplin
- Staffel: inklusive Mixed- und Single-Mixed-Staffeln

| Platzierung                      | Einzel | Sprint | Verfolgung | Massenstart | Staffel | Gesamt |
| -------------------------------- | ------ | ------ | ---------- | ----------- | ------- | ------ |
| 1. Platz                         |        |        |            |             |         |        |
| 2. Platz                         |        |        |            |             |         |        |
| 3. Platz                         |        |        |            |             | 1       | 1      |
| Top 10                           |        | 2      | 1          |             | 31      | 34     |
| Punkteränge                      | 6      | 22     | 17         | 6           | 35      | 86     |
| Starts                           | 29     | 77     | 44         | 6           | 37      | 193    |
| Stand: nach der Saison 2009/2010 |        |        |            |             |         |        |